# Katarina Kruhonja
Katarina Kruhonja (* 1949) ist eine Friedensaktivistin aus Osijek, im östlichen Kroatien.
Sie ist die Direktorin des „Centre for Peace, Non-violence and Human Rights“ (Zentrum für Frieden, Gewaltlosigkeit und Menschenrechte), einer Nichtregierungsorganisation, gegründet mit Hilfe von Adam Curle. 1998 wurde Kruhonja zusammen mit Vesna Teršelič für ihre kroatische Anti-Kriegs-Kampagne mit dem Right Livelihood Award ausgezeichnet.